# Уваров, Александр Викторович
Алекса́ндр Ви́кторович Ува́ров (13 января 1960, Орехово-Зуево, Московская область, РСФСР, СССР) — советский и российский футболист, вратарь, тренер, мастер спорта СССР (1985).

## Биография
Воспитанник групп подготовки при орехово-зуевской команде «Знамя труда» и московской СДЮШОР «Динамо». Окончил Орехово-Зуевский текстильный техникум по специальности техник теплотехнического оборудования промышленных предприятий, где его преподавателем был Василий Чавкин — бывший игрок клуба «Знамя Труда»
В 1981 приглашён в основную команду «Динамо». 12 августа 1981, в домашней игре против ленинградского «Зенита», вышел на замену Николаю Гонтарю на 76-й минуте. Команда проигрывала со счётом 0:2, до конца игры результат не изменился. В 1982 главный тренер «Динамо» Вячеслав Соловьёв уже больше доверял Уварову — 1-я игра в сезоне для него пришлась на 2-й тур, и снова это был матч против «Зенита», и снова результат был 0:2. Всего в сезоне провёл 15 игр, пропустил 23 мяча.
В 1983—1987 ему доверяли меньше — проводил за сезон не более 10 матчей.
Первым вратарём «Динамо» стал только в 1990 году, в том же году вызван в сборную СССР и поехал на Чемпионат мира 1990 года.

После проигрыша сборной СССР первого матча на чемпионате мира 1990 года (0:2 со сборной Румынии), где основным вратарём был Ринат Дасаев, провёл два следующих матча группового турнира (Аргентина — 0:2, Камерун — 4:0). После ЧМ-90 стал одним из основных вратарей сборной СССР, пока играл на родине.
B 1991 году на него вышло руководство клуба «Маккаби» (Тель-Авив, Израиль). Поначалу Уваров отказывался от предложений, но после личного приезда в Москву тренера «Маккаби» Авраама Гранта и разговора с Николаем Толстых, из которого он понял, что в «Динамо» и сборной на него особо не рассчитывают, принял решение ехать в Израиль. В «Маккаби» отправился вместе с экс-игроком «Торпедо» Александром Полукаровым. В новой команде их встретили тепло и дали понять, что на них всецело рассчитывают. Контракт был подписан на 10 месяцев.
Дебют в чемпионате пришёлся на 1 тур, на домашнюю игру с «Бейтаром» из Иерусалима, состоявшуюся 14 сентября 1991 года. Игра складывалась удачно, «Маккаби» вёл 2:0, однако с 86-й минуты всё поменялось — «Бейтар» забил 3 мяча подряд, а Полукаров был удалён с поля. Несколько туров Уваров также играл неуверенно — в четырёх последующих матчах он пропустил 9 мячей. Тем не менее в дальнейшем игра у вратаря наладилась, нашлось взаимопонимание с партнёрами, и «Маккаби» стал громить своих соперников в чемпионате. В итоге, за 4 тура до конца чемпионата клуб обеспечил себе чемпионский титул. Кроме того, был шанс сделать дубль — «Маккаби» вышел в финал Кубка Израиля. Однако в финале «Маккаби» уступил в дополнительное время «Хапоэлю» из Петах-Тиквы 1:3. Тем не менее, по итогам сезона признан лучшим легионером чемпионата.
Во время чемпионата Европы 1992 года не был включён в заявку сборной СНГ: в то время заявка сборных команд на Чемпионат Европы могла включать лишь 20 футболистов, что предполагало присутствие в ней только двух вратарей — в сборной СНГ на ЧЕ-92 этими двумя вратарями были Дмитрий Харин и Станислав Черчесов. Тем не менее Уваров имел официальный статус резервного вратаря.
Перед сезоном 1992/93 клуб перезаключил контракт с Уваровым, по его же просьбе оставили в команде и Полукарова. Контракт был заключён на 3 года. В сезоне 92/93 «Маккаби» дебютировал в еврокубках, где провёл 4 игры. В домашнем чемпионате защитить чемпионский титул не удалось — «Маккаби» уступил его иерусалимскому «Бейтару», заняв в итоге 2-е место. В следующем сезоне «Маккаби» также остался на 2-м месте, однако сумел взять Кубок Израиля.
В сезоне 1994/95 клуб не оставил шансов своим соперникам, и Уваров 2-й раз стал чемпионом Израиля. Команда повторила это достижение и в следующем сезоне. Уваров в том году не пропустил ни одной игры клуба и был признан лучшим футболистом израильского чемпионата.
В команде играл ещё 4 сезона. Последнюю игру провёл 13 мая 2000 г. против иерусалимского «Бейтара». В 2001 году признан лучшим легионером в истории израильского футбола.
После окончания игровой карьеры работал тренером вратарей «Маккаби» и сборной Израиля по футболу. В 2003 году получил израильское гражданство. Перед Днём Независимости в 2004 отказался входить в число выдающихся спортсменов, которым была оказана честь зажечь праздничный сигнальный огонь, из-за замечаний бывшей дзюдоистки Яэль Арад (завоевавшей первую в истории страны олимпийскую медаль), намекавшей на русское происхождение Уварова. В 2018 году ушёл с поста тренера вратарей и возглавил молодёжную команду «Маккаби».
Живёт с семьёй в городе Ришон-ле-Ционе. Жена Любовь, дочь Олеся (служила в ВВС Израиля, возглавляет службу досмотра при вылете из аэропорта Бен-Гурион), сын Евгений (занимается в футбольной школе «Маккаби»). Крёстным отцом Евгения являлся друг Уварова Андрей Баль.

## Достижения
- Обладатель Кубка СССР: 1984
- Чемпион Израиля (3): 1991/92, 1994/95, 1995/96
- Обладатель Кубка Израиля (2): 1993/94, 1995/96
- Лучший футболист Израиля: 1996